# Stillani Pilatou
Stillani Pilatou (Grecia, 28 de marzo de 1980) es una atleta griega especializada en la prueba de salto de longitud, en la que consiguió ser subcampeona europea en pista cubierta en 2005.

## Carrera deportiva
En el Campeonato Europeo de Atletismo en Pista Cubierta de 2005 ganó la medalla de plata en el salto de longitud, con un salto de 6.64 metros, tras la portuguesa Naide Gomes (oro con 6.70 metros) y por delante de la rumana Adina Anton.